# 7-ма армія (Австро-Угорщина)
7-ма а́рмія  (нім. 7. Armee (Österreich-Ungarn) — польова армія австро-угорських сухопутних військ за часів Першої світової війни.

## Командування

### Командувачі
- генерал кінноти Карл фон Пфланцер-Балтін (нім. Karl von Pflanzer-Baltin) (8 травня 1915 — 8 вересня 1916);
- генерал-полковник Карл Кіркбах ауф Лаутербах (нім. Karl von Kirchbach auf Lauterbach) (8 вересня — 20 жовтня 1916);
- генерал-полковник Герман Кьовесс фон Кьовессгаза (нім. Hermann Kövess von Kövessháza) (20 жовтня 1916 — 16 січня 1918);
- генерал-полковник Карл Крітек (нім. Karl Křitek) (16 січня — 15 квітня 1918).